# Eugen Langen

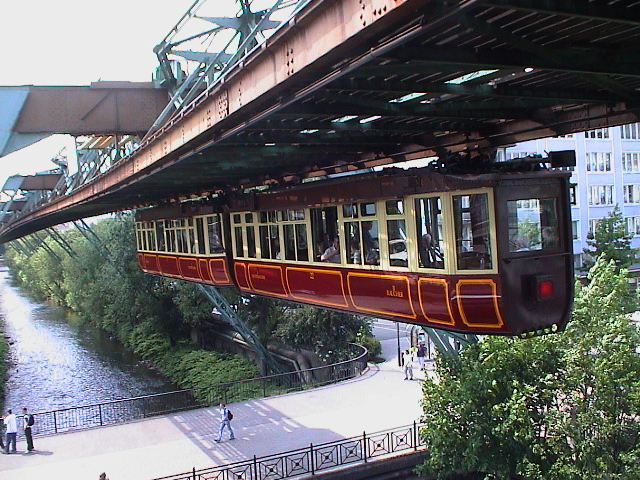
Le monorail suspendu de Wuppertal

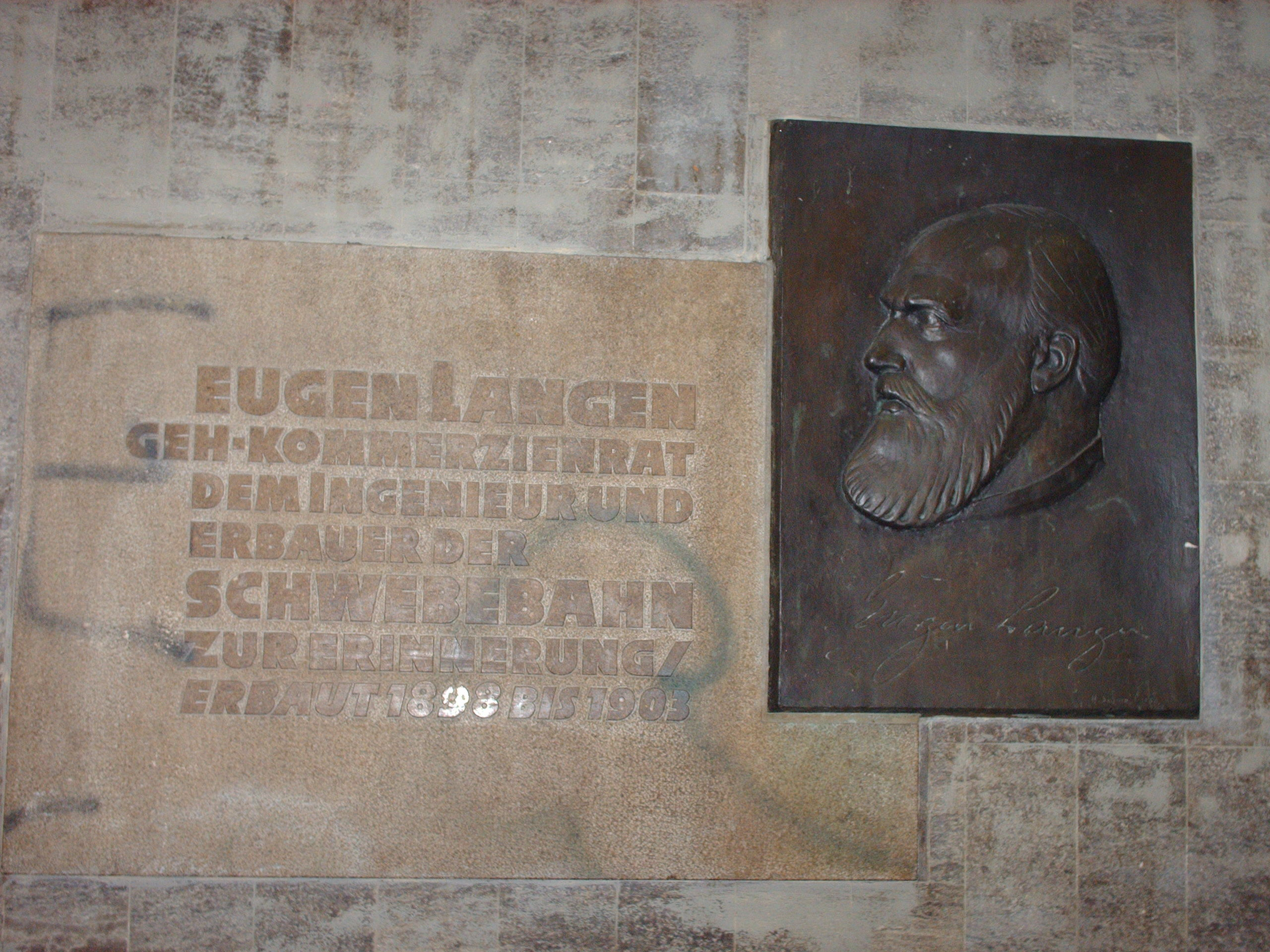
Plaque commémorative dans le métro aérien de Wuppertal.

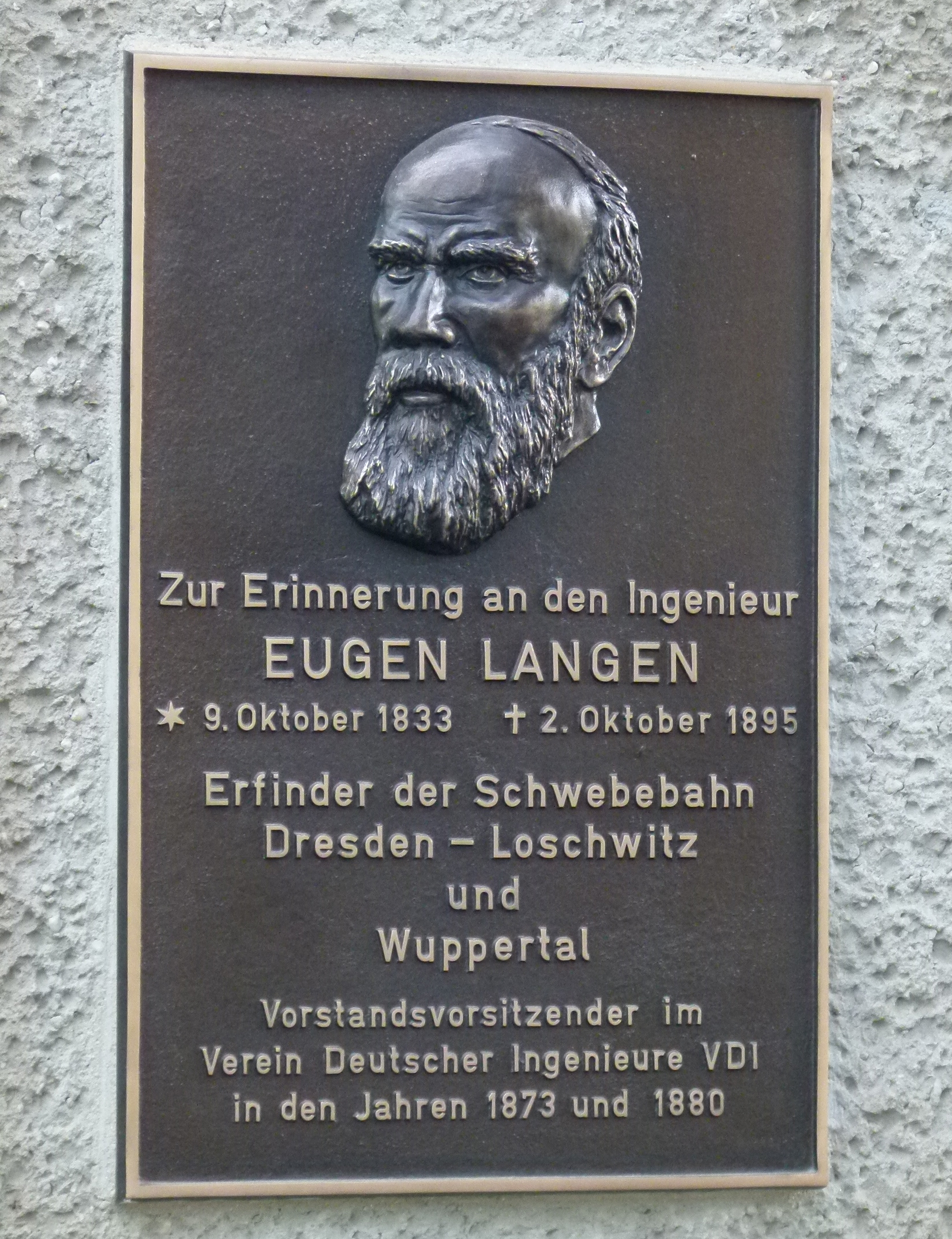
Plaque commémorative dans le métro aérien de Dresde.

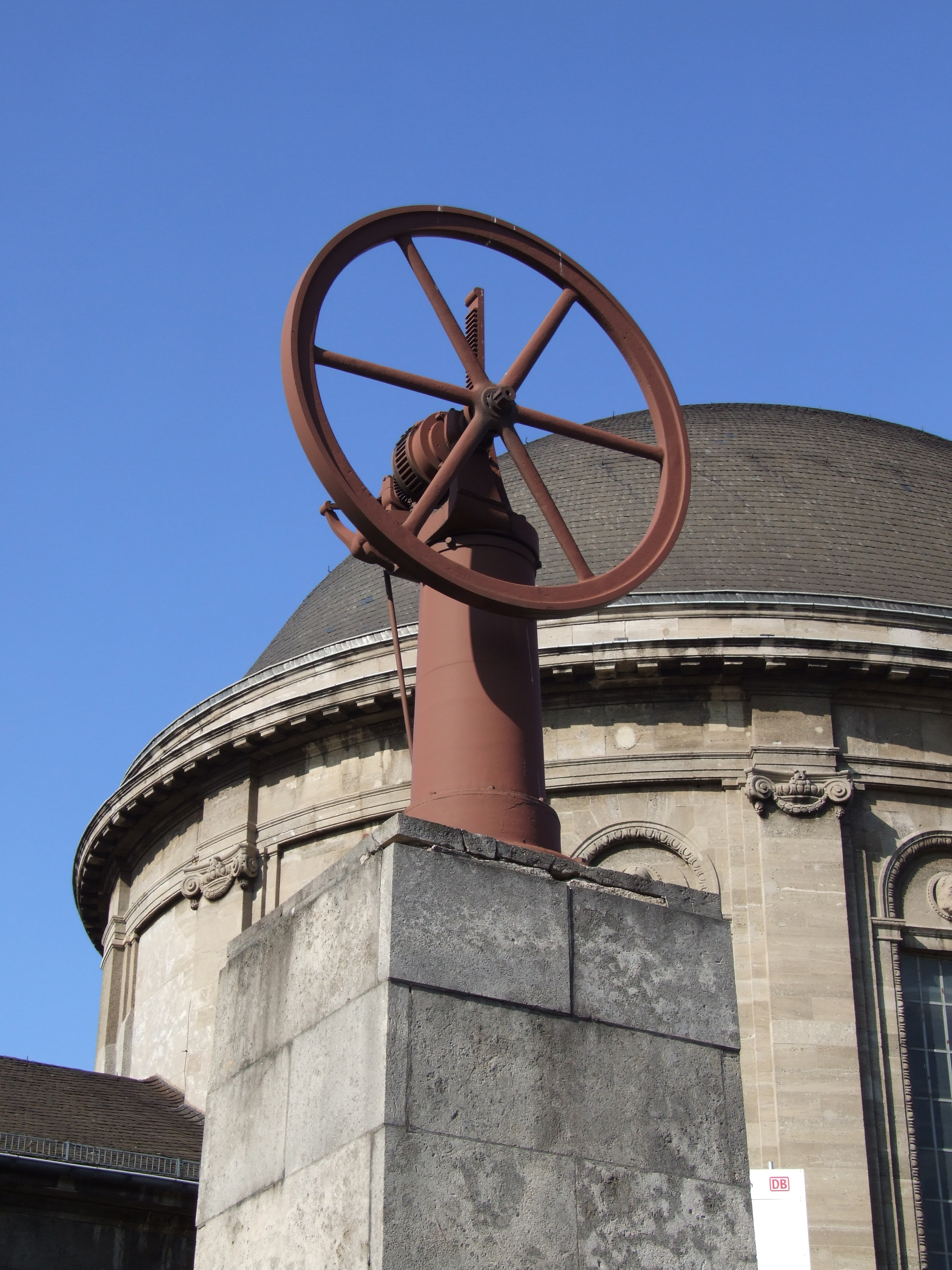
Statue devant la gare Köln Messe-Deutz.

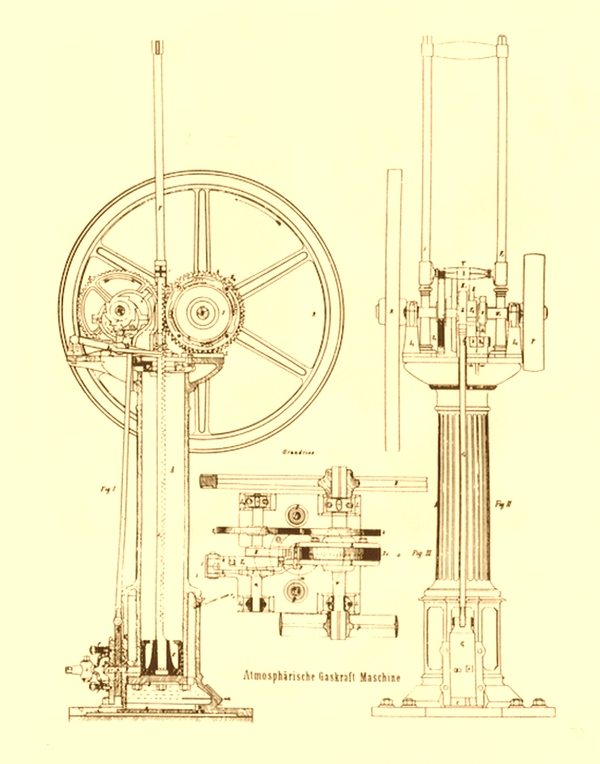
Moteur à gaz d'Otto-Langen 1867.

Carl Eugen Langen (né le 9 octobre 1833 à Cologne, mort le 2 octobre 1895 près d’Elsdorf) est un ingénieur et industriel prussien. Il joua un rôle décisif dans le développement des moteurs à explosion par la construction du moteur Otto-Langen, et réalisa le premier monorail suspendu, le Wuppertaler Schwebebahn.

## Biographie
Eugen Langen est le fils de l’industriel Johann Jakob Langen (de) (1794–1869), propriétaire d'une raffinerie de sucre qui s'était établi à son compte dès 1845, en fondant la société Zuckerfabrik Schleußner & Heck. Il continua de diriger sa société, devenue J. J. Langen & Söhne, avec ses fils Carl Otto, Gustav et Emil (de). Eugen Langen reçut une formation technique poussée, qu'il compléta en 1857, à l’Institut Polytechnique de Karlsruhe.
En 1864, Eugen Langen s'intéressa aux recherches de Nikolaus Otto, qui se consacrait à l'amélioration du moteur atmosphérique inventé par le Français Étienne Lenoir. Ses connaissances scientifiques permirent à Eugen Langen de reconnaître les grandes capacités d’Otto : il décida un mois plus tard de s'associer avec lui pour développer la première usine de moteurs d’Europe continentale, « N. A. Otto & Cie ». Leur moteur à gaz amélioré, avec le piston en prise sur une crémaillère (Flugkolbenmotor), fut couronné de la médaille d'or à l'Exposition universelle de 1867 .
L'entreprise ayant fait faillite, Langen leva des capitaux pour recréer à Deutz une nouvelle société consacrée à la fabrication de moteurs à gaz, Gasmotorenfabrik Deutz, qui deviendra plus tard le groupe industriel Klöckner-Humboldt-Deutz (KHD), puis enfin Deutz AG. Eugen Langen racheta les dettes d'Otto, d'un montant de 18 000 thalers ; puis il embaucha deux ingénieurs, Gottlieb Daimler et Wilhelm Maybach, pour s'occuper de la production et lui laisser suffisamment de temps pour réaliser son vieux rêve : construire un moteur à quatre temps vraiment opérationnel.
En 1870, Langen se lança à son tour dans le raffinage du sucre, en créant sa propre raffinerie entièrement motorisée, Pfeifer & Langen, en association avec Emil et Valentin Pfeifer ; cette compagnie, devenu un groupe industriel, est aujourd'hui l'un des leaders européens de l'agro-alimentaire.
Langen connut bientôt le succès avec le développement des voies ferrées : copropriétaire et ingénieur de l'usine de locomotives van der Zypen & Charlier de Cologne, il obtint le 28 décembre 1894 l'adjudication du tramway de Wuppertal avec son projet de monorail suspendu, le Wuppertaler Schwebebahn, qui fut une première mondiale. L'appellation un peu abusive (sur le plan technique) de « train suspendu » (Schwebebahn) est de Langen lui-même : « Ein System der hängenden Wagen. Ich habe das Ding ‚Schwebebahn‘ getauft. »
Presque à la suite, il s'attaqua à la réalisation du monorail suspendu de Dresde : à la différence de la ligne de tramway de 13,3 km de Wuppertal, il s'agissait à Dresde de mettre au point un funiculaire permettant de rattraper une dénivelée de 274 m. Cette ligne est d'ailleurs toujours en service. Eugen Langen mourut le 2 octobre 1895 à sa maison de campagne d’Elsdorf (Haus Etzweiler) des suites d'une intoxication par du poisson qu'il avait acheté à l'occasion de l'inauguration du Canal de Kiel. Il est inhumé dans le caveau familial du cimetière Melaten de Cologne.
Aujourd'hui, Elsdorf et Wuppertal ont chacune une école et une rue Eugen Langen, et il y a aussi une rue Eugen-Langen à Karlsruhe, Schwerin et Cologne. La ville de Cologne lui a dressé une statue en 1990 en façade de la tour du Conseil municipal : elle représente l'illustre industriel avec un piston dans les mains, et une boite de sucre en morceaux et un pain de sucre à ses pieds. La statue est l’œuvre du sculpteur local Theo Heiermann (de). On peut voir le monorail suspendu de Wuppertal dans le film Pina (2011), de Wim Wenders sur la chorégraphe allemande Pina Bausch.

## Voir également
- Musées de Cologne - Eugen Langen
- Biographie d'Eugen Langen d'après le site Wuppertaler Schwebebahn.
- Eugen Langen - Namenspatron und Ratsturmfigur d'après le site „Kölner Zuckerhut“, édition de janvier 1998 (association familiale Langen)
- Biographie sommaire Portail de l’histoire Rhénane